# Lobatse
Lobatse é uma cidade no Sudeste do Botswana, 70 quilômetros ao sul da capital Gaborone, situada em um vale de norte de Gaborone. Lobatse tem uma população de 29.700.